# 1-я бронетанковая бригада 34-й пехотной дивизии
1-я бронетанковая бригада 34-й пехотной дивизии (англ. 1st Armored Brigade Combat Team, 34th Infantry Division) — тактическое соединение 34-й пехотной дивизии Армии Национальной гвардии штата Миннесота.
Сокращённое наименование — 1/34 ABCT.

## Предыстория
Преемственность управления бригады (Headquarters and Headquarters Company (HHC)) восходит ко временам Гражданской войны в США. Подразделение добровольческого ополчения — Стиллуотерская гвардия (Stillwater Guards), было зачислено в организованное ополчение Миннесоты, а в 1861 году было призвано на федеральную службу в качестве роты «Браво» 1-го Миннесотского добровольческого пехотного полка (1st Minnesota Volunteer Infantry Regiment). 1-й Миннесотский полк был реорганизован в 1-й батальон Миннесотского добровольческого пехотного полка в 1864 году. В феврале 1865 года батальон был снова преобразован в 1-й Миннесотский пехотный полк. Полк был сформирован в июле 1865 г., после окончания войны.

## История

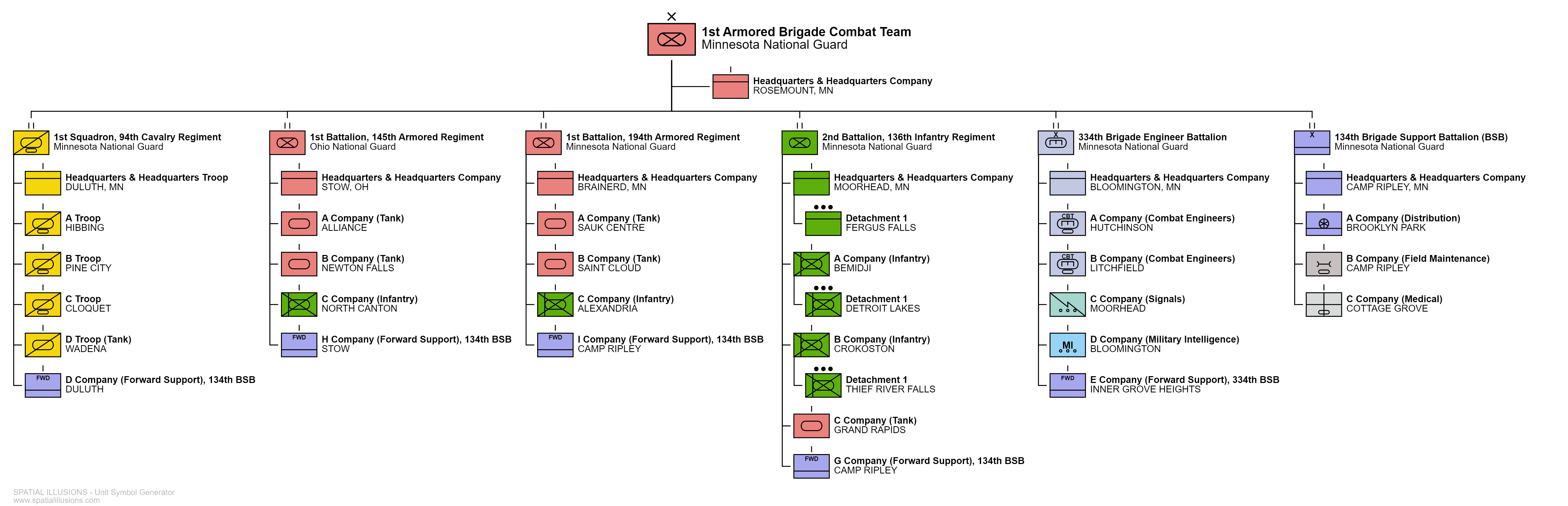
Состав 1/34-й бртбр в 2024 году.

В 1968 году штаб 1-го батальона 135-го пехотного полка был переименован в штаб 1-й бригады 47-й пехотной дивизии. В 1991 году 47-я дивизия была переименована в 34-ю пехотную дивизию, а 1-я бригада, включая её штаб, была переведена в 34-ю пехотную дивизию.

## Состав
- Управление (Headquarters and Headquarters Company (HHC)) (г. Росмаунт)[4][5]
- 1-й эскадрон 94-го кавалерийского полка (1st Squadron, 94th Cavalry Regiment) (разведывательный) (г. Дулут)[6]
- 1-й батальон 145-го бронетанкового полка (1st Battalion, 145th Armored Regiment) (Огайо)[7][8]
- 1-й батальон 194-го бронетанкового полка (1st Battalion, 194th Armored Regiment) (г. Брейнерд)[9]
- 2-й батальон 136-го пехотного полка (2nd Battalion, 136th Infantry Regiment) (г. Морхед)
- 1-й дивизион 125-го артиллерийского полка (1st Battalion, 125th Field Artillery Regiment) (Нью-Алм)[10]
- 334-й инженерный батальон (334th Brigade Engineer Battalion) (Стиллуотер)
- 134-й батальон поддержки бригады (134th Brigade Support Battalion) (Кэмп-Рипли, Миннесота)[11]

## Галерея

Личный состав 1-94-го эскадрона 1/34-й бригады в Кэмп-Бюринг (Кувейт) перед отправкой домой в США. 3 апреля 2012.
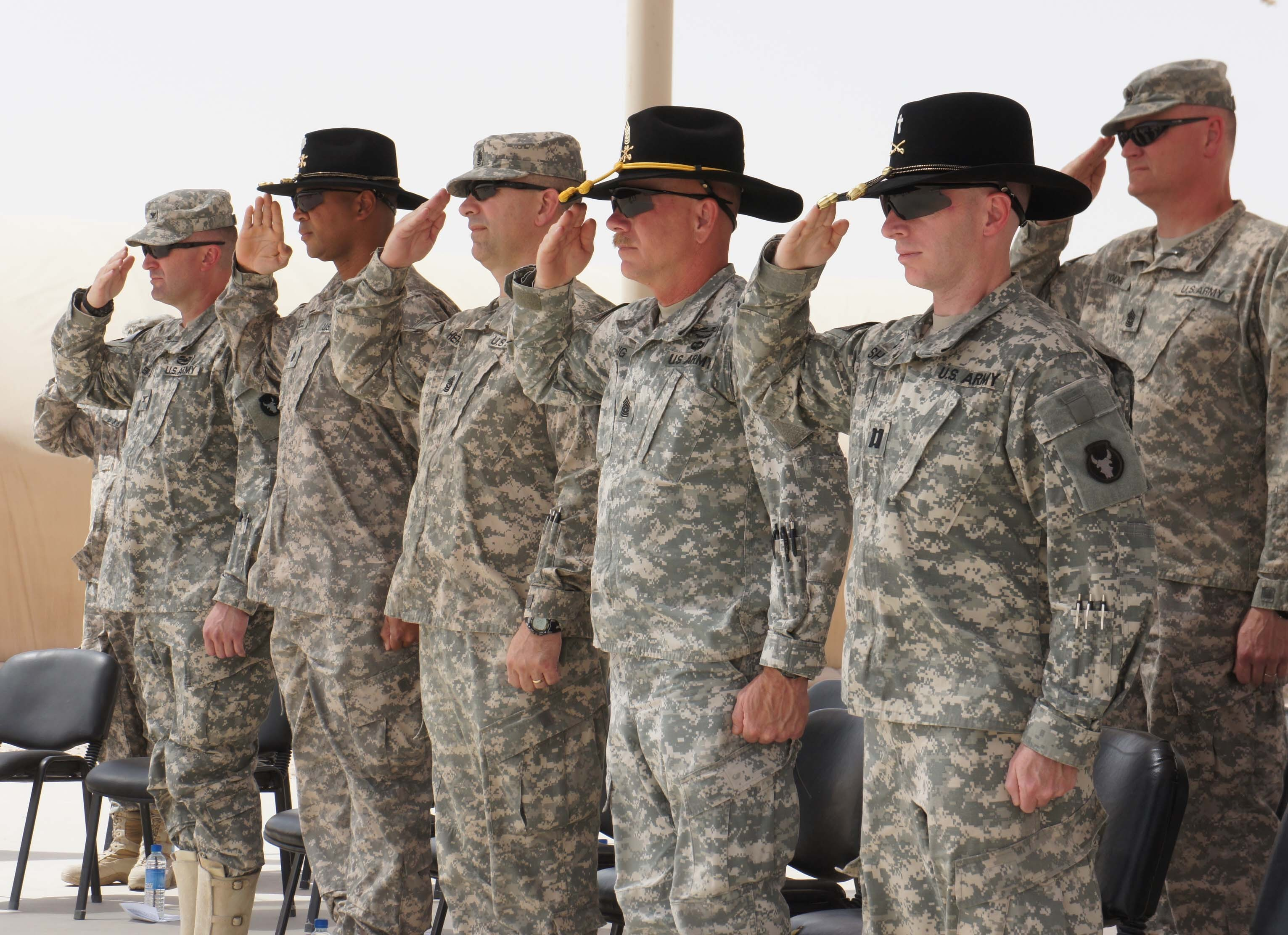
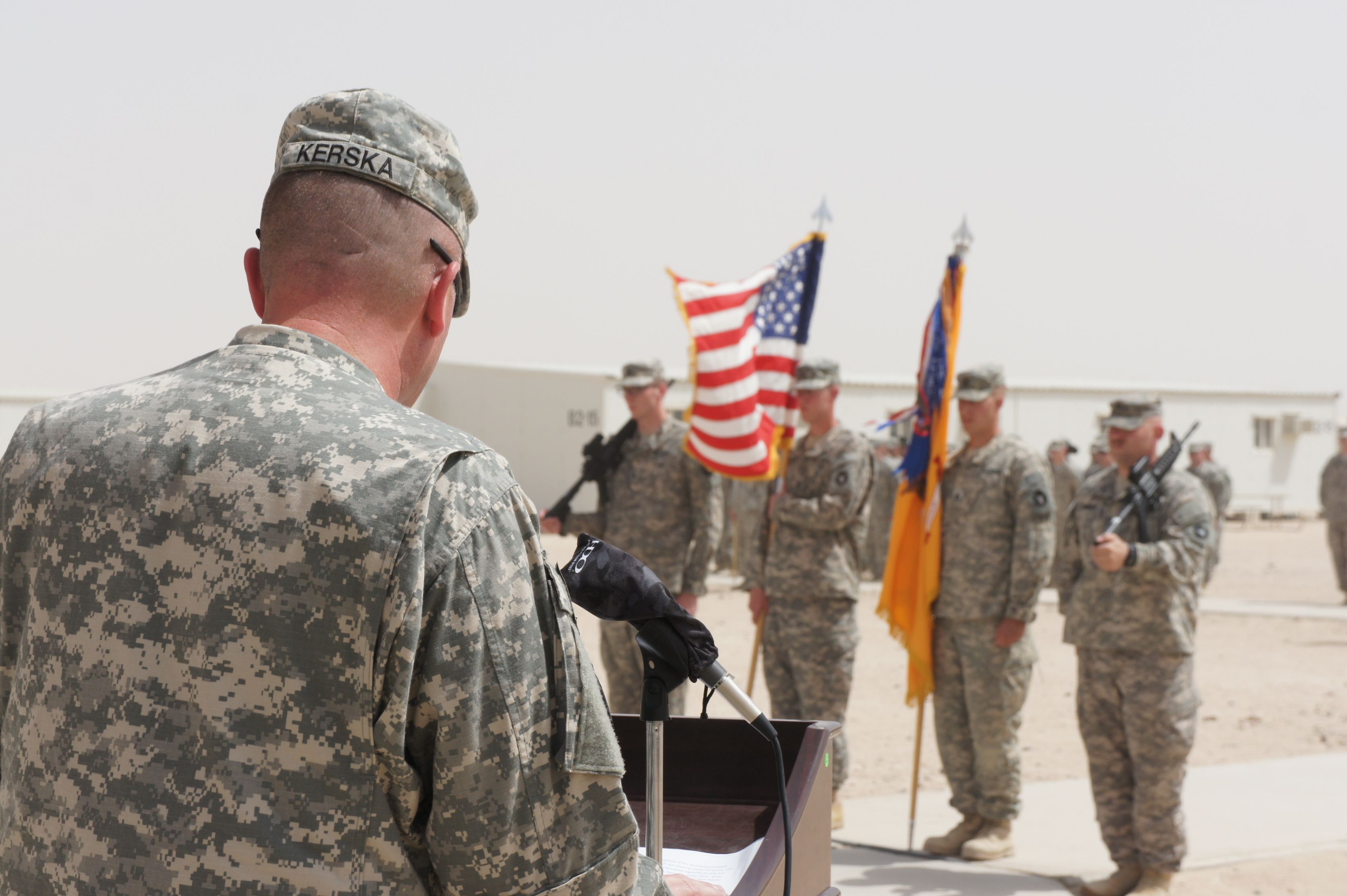
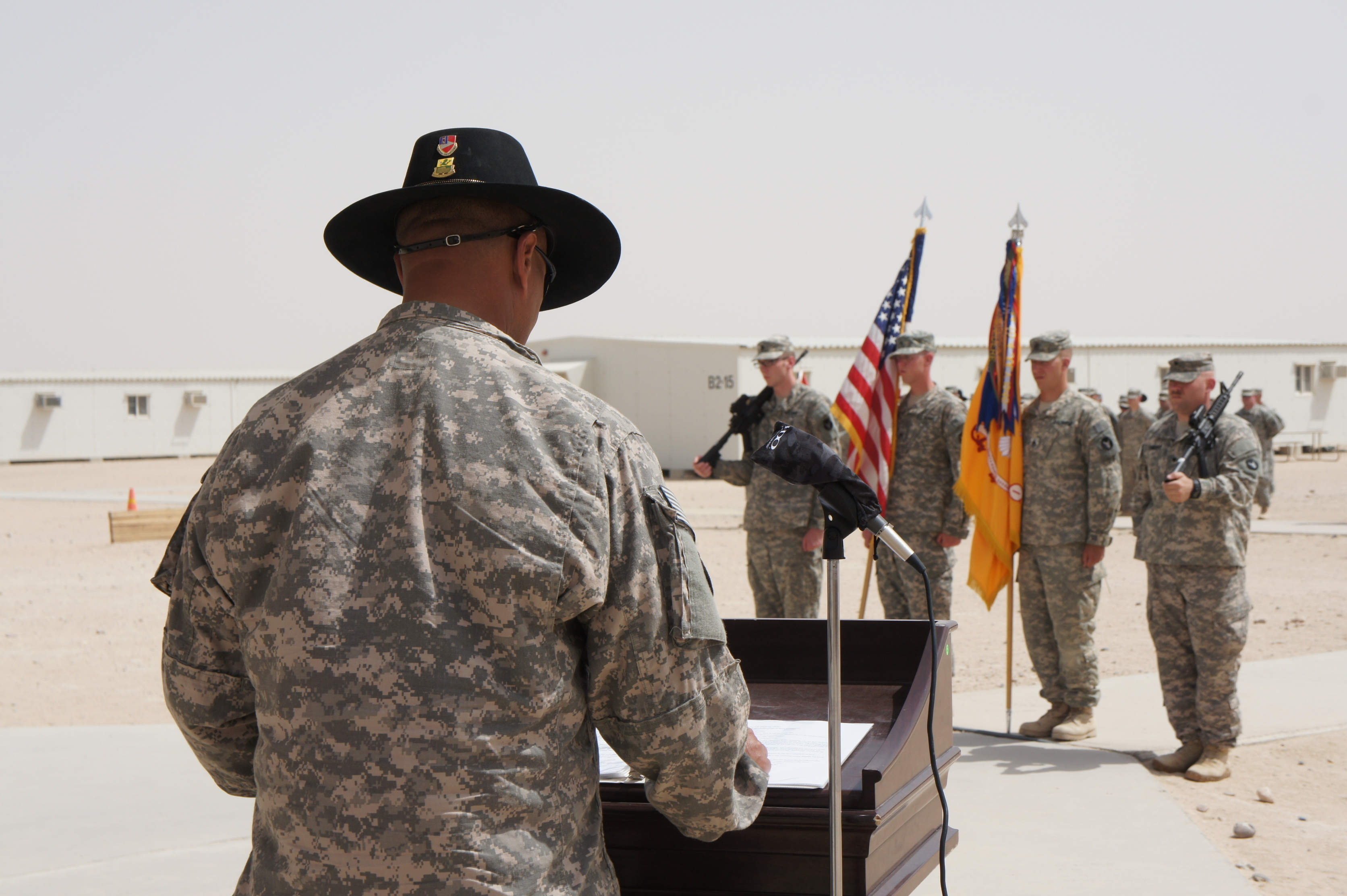
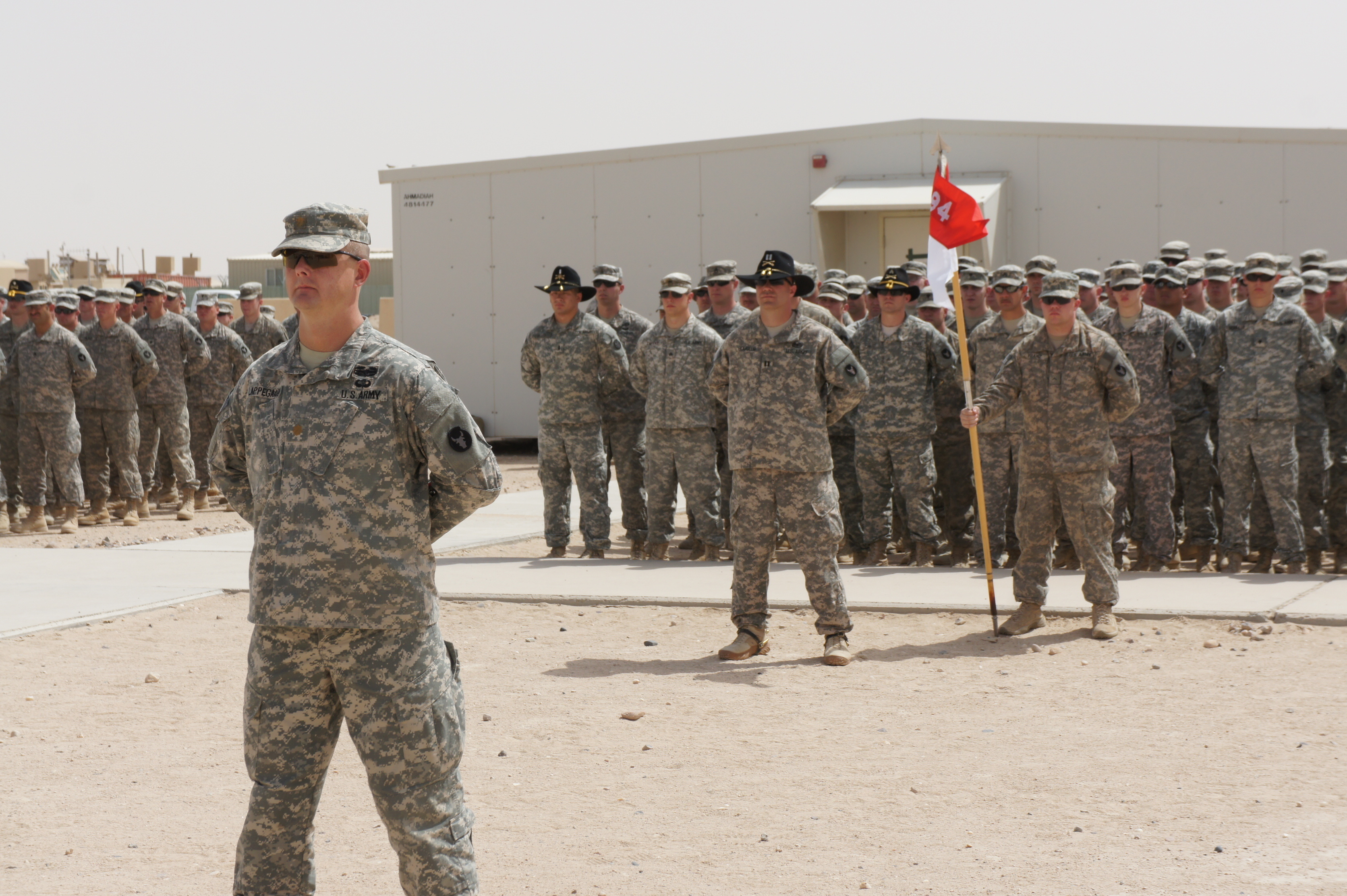
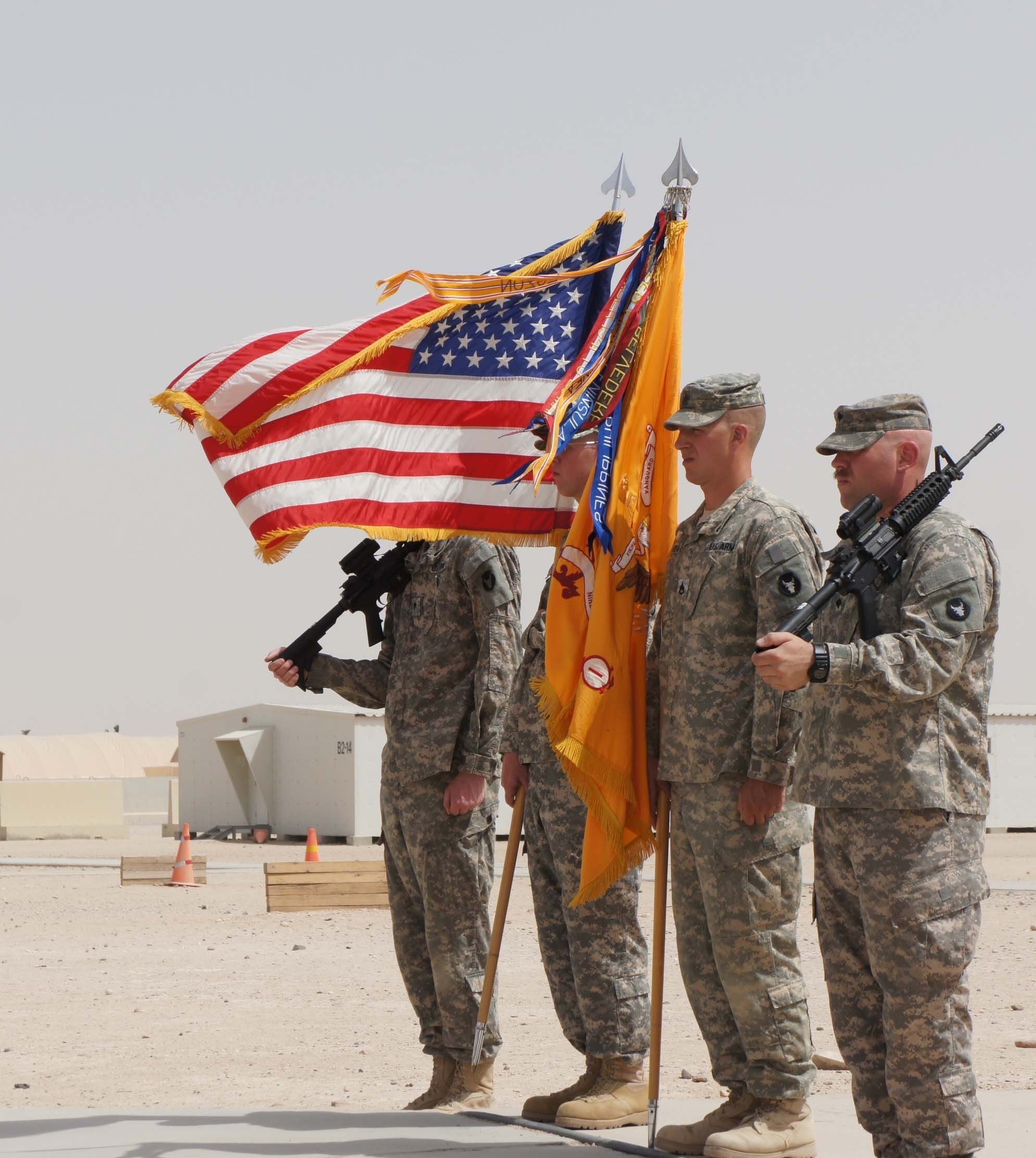
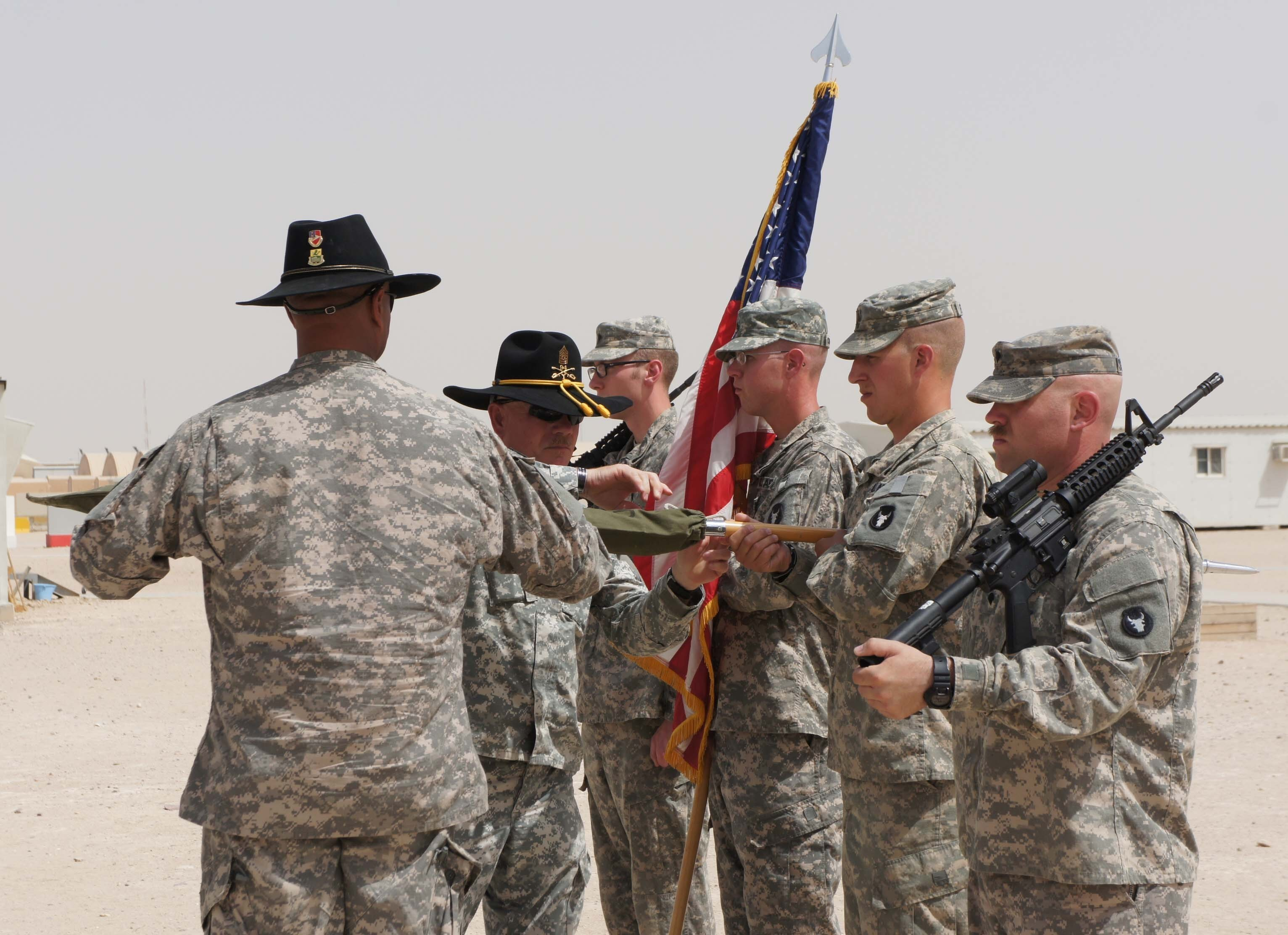
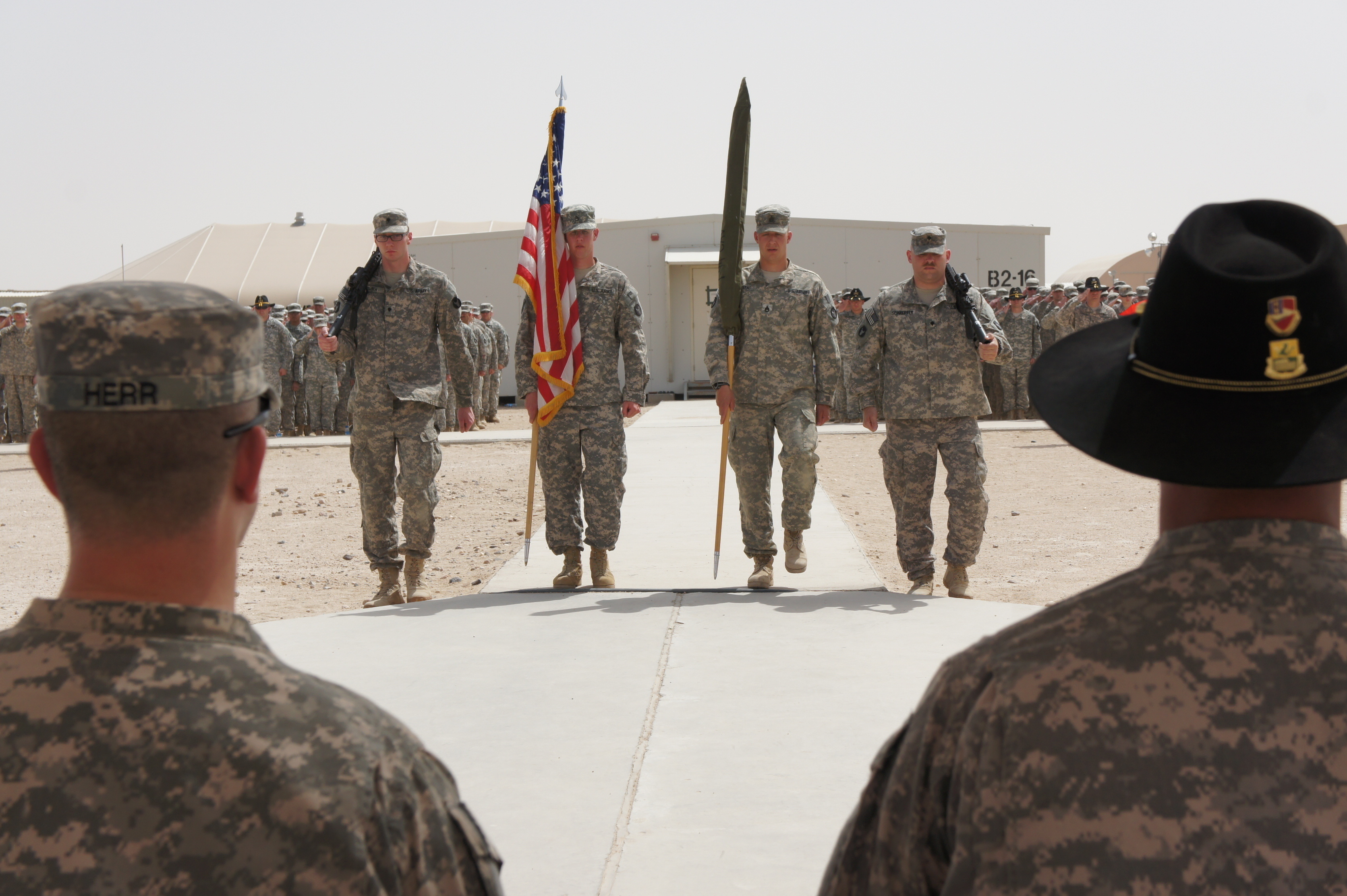
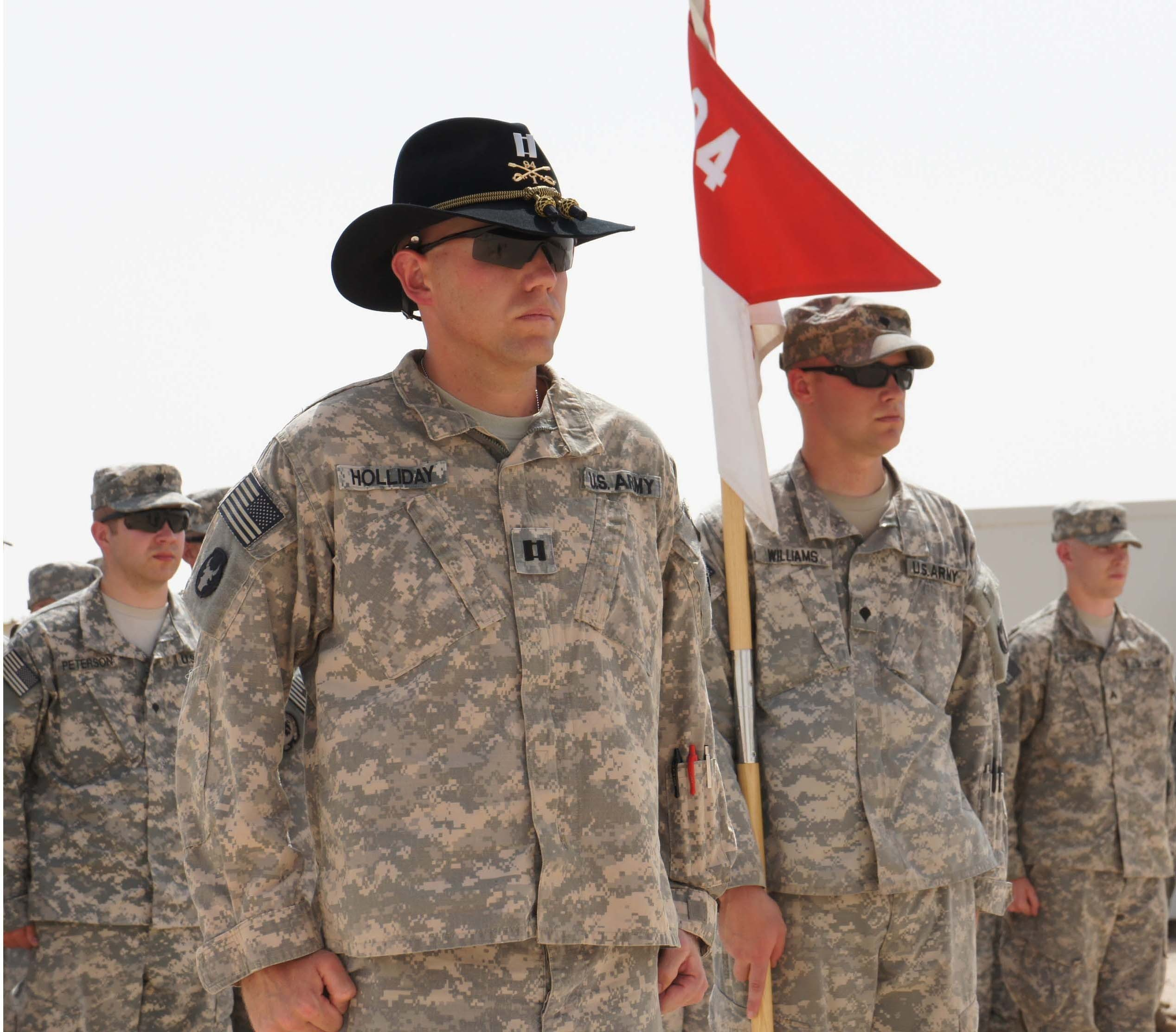